# ماهر عودة
ماهر عودة هو فلسطيني يشتبه بقيامه بالتخطيط لعمليات تفجيرية في إسرائيل. ولد عام 1963، يعتبر أحد كبار قادة حركة حماس. اعتقلته قوات الجيش الإسرائيلي والشاباك في عملية مشتركة وذلك في 15 آذار (مارس) 2010. وقد وصفت العملية بأنها أنهت أحد عشر عاماً من المطاردة لمن يوصف بآخر أعضاء خلية حماس في رام الله بالضفة الغربية هذا وقد قالت حماس حينها أن السلطة الوطنية الفلسطينية اضطلعت بمساعدة إسرائيل في القبض على ماهر عودة. وصف الجيش الإسرائيلي اعتقاله بأنه أحد مؤسسي حركة حماس. اتهم ماهر عودة في التخطيط لتفجير مقهى هيليل عام 2003.